# 通巴利區
11°15′N 15°0′W / 11.250°N 15.000°W
通巴利區是畿內亞比紹的一個行政區，下設4縣，該區北臨基納拉區和巴法塔區，東北面是加布區，東面和南面是畿內亞，西鄰博拉馬區，總面積3,736平方公里，2004年人口72,441。首府卡提奥。